# Ле-Бушаж (Шаранта)
Ле-Буша́ж (фр. Le Bouchage) — коммуна во Франции, находится в регионе Пуату — Шаранта. Департамент — Шаранта. Входит в состав кантона Шампань-Мутон. Округ коммуны — Конфолан.
Код INSEE коммуны — 16054.
Коммуна расположена приблизительно в 350 км к юго-западу от Парижа, в 60 км южнее Пуатье, в 50 км к северу от Ангулема.

## Население
Население коммуны на 2008 год составляло 168 человек.
| 1962 | 1968 | 1975 | 1982 | 1990 | 1999 | 2008 |
| ---- | ---- | ---- | ---- | ---- | ---- | ---- |
| 327  | 290  | 246  | 232  | 197  | 190  | 168  |

## Администрация
| Период | Период | Фамилия        | Партия | Примечания |
| ------ | ------ | -------------- | ------ | ---------- |
| 1949   | 2001   | Роже Рикар     |        |            |
| 2001   | 2014   | Жан-Пьер Демон |        | фермер     |

## Экономика
В 2007 году среди 91 человека в трудоспособном возрасте (15—64 лет) 49 были экономически активными, 42 — неактивными (показатель активности — 53,8 %, в 1999 году было 61,7 %). Из 49 активных работали 45 человек (27 мужчин и 18 женщин), безработных было 4 (3 мужчины и 1 женщина). Среди 42 неактивных 3 человека были учениками или студентами, 24 — пенсионерами, 15 были неактивными по другим причинам.

## Достопримечательности
- Приходская церковь Нотр-Дам (XII век)
  - Бронзовый колокол (1581 год). Вес — 175 кг. На колоколе выгравирована надпись: VIGILATE SIT NOMEN DOMINI BENEDICTUM SANCTA MARIA ORA PRO NOBIS MVLXXXI. Исторический памятник с 1943 года[3]

## Фотогалерея
- Церковь Нотр-Дам
- Мэрия
- Карта коммуны